# Jaime Zipper
Jaime Zipper (Leópolis, 20 de enero de 1926-Santiago de Chile, 16 de marzo de 2011) fue un médico cirujano, académico, científico e investigador chileno de origen judío. Conocido por ser uno de los líderes y pioneros en el desarrollo mundial de la contracepción al crear el primer dispositivo intrauterino (DIU) hecho de cobre, la "T de cobre".

## Primeros años y estudios
Fue hijo de los inmigrantes judíos Gustavo Zipper y Juana Antonia Abragan, quienes viajaron desde Polonia y se establecieron en Mulchén, Región del Biobío  y luego en Santiago. 
Estudió en el colegio José Victorino Lastarria para terminar en el Internado Nacional Barros Arana. Ya en sus primeros años reflejaba un profundo interés científico junto con el deseo de saber cómo funcionan las cosas. Ingresó a la Universidad de Chile, donde estudió odontología y luego medicina. Se tituló de médico cirujano en 1953 con la tesis Contribución al estudio de la Hidatidosis en Chile.  En sus tres últimos años de universitario, fue ayudante de la cátedra de parasitología.
Entre 1961 y 1962, realizó un posgrado en fisiología reproductiva en la Worcester Foundation for Experimental Biology, en Estados Unidos, dirigido por el profesor Gregory Goodwin Pincus, descubridor de la píldora contraceptiva.

## Carrera académica y ocupaciones
En 1963 comenzó a desempeñarse como profesor asociado de fisiología en el Departamento de Fisiología y Biofísica de la Universidad de Chile. Entre 1967 y 1969, se desempeñó como médico jefe del Departamento de Reproducción Humana de la Organización Mundial de la Salud, en Suiza. Desde 1967 ejerció como profesor asociado de fisiología en el Departamento de Fisiología y Biofísica de la Universidad de Chile. En 1981 fue nombrado profesor titular de fisiología en la Universidad de Chile. En 2004 fue nombrado profesor emérito de su alma mater, la Universidad de Chile.

## Métodos anticonceptivos
En 1959 creó el primer dispositivo intrauterino (DIU) hecho en Chile, el anillo de Zipper, consistente en un anillo fabricado con nailon de pescar, con el cual ayudó a los sectores más desposeídos, particularmente a quienes se atendían en la maternidad del Hospital Barros Luco. En 1970 presentó por primera vez su dispositivo hecho de cobre ante la Sociedad Chilena de Ginecología y Obstetricia, la llamada "T de cobre" o "T de Zipper", en honor a su inventor. Estudió las investigaciones sobre la eficacia del anillo de plata realizadas por Ernst Gräfenberg, quien atribuyó erróneamente el efecto anticonceptivo a dicho metal. Más de tres década después, Zipper concluyó que el efecto espermicida se debía al porcentaje de cobre que contenía el dispositivo de plata, por lo que perfeccionó un dispositivo con forma de T recubierto de este metal: el mismo que, con algunas modificaciones, se utiliza hoy en todo el mundo.
El médico chileno también fue reconocido por el doctor Jack Lippes, inventor del DIU que lleva su nombre. Fue Zipper quien le recomendó a Lipper amarrar dos hebras de nailon a su dispositivo, esto para controlar su localización y extraerlo fácilmente desde la cavidad uterina. En 1962, el doctor Lippes presentó su dispositivo en la Primera Conferencia Mundial de DIU. De ahí en adelante, el espiral de Lippes llegó a ser el DIU más prescrito en Estados Unidos en la década de 1970. Lippes nunca olvidó esta ayuda y acerca del doctor Zipper escribió: «su vital contribución a la humanidad permanecerá para siempre».
Sus inventos no se limitaron a la "T de cobre" y al "anillo de Zipper", también desarrolló la esterilización con pequeñas cantidades de quinacrina, medicamento antiguo que se usaba para el tratamiento de la malaria. Se trata de un método no quirúrgico, simple y económico que se realiza por vía transcervical, diseñado para mujeres que querían dejar de tener hijos. En la actualidad, su método anticonceptivo por medio de la quinacrina está siendo objeto del proceso de aprobación por parte de la Administración de Alimentos y Medicamentos (FDA) en Estados Unidos, lo que permitiría su masificación, haciendo frente a la demanda de esterilización en países en vías de desarrollo. La revista International Journal of Gynecology & Obstetrics dedicó un suplemento completo al tema «Quinacrine sterilization: reports on 40,252 cases».

## Muerte
Murió en la mañana del 16 de marzo de 2011 afectado por el mal de Parkinson. Los DIU con cobre desarrollados por él siguen aportando en forma muy significativa a la disminución de los abortos y mortalidad materna a nivel mundial.

## Premios y reconocimientos
- Premio de la Sociedad Chilena de Obstetricia y Ginecología, 1954.
- Premio "The Samuel L. Siegler Lecture" por su publicación “Human Fertility Control by Transvaginal Application of Quinacrine on the Fallopian Tube” entregado por la American Fertility Society, Estados Unidos, 1970.
- Premio Ernst Grafenberg, Alemania, 1983.
- Premio por "su relevante contribución en el campo de la reproducción humana" Décimo Congreso Mundial de Reproducción Humana en Brasil, 1999.
- Miembro Honorario del Sistema Nacional de Salud del Ministerio de Salud de Chile, 1999.
- Homenajeado como uno de los precursores de la contracepción en el mundo, por el Centro Latinoamericano Salud y Mujer (CELSAM) en Argentina, 2000.
- Honrado en el XVII Congreso Mundial de Ginecología y Obstetricia (FIGO) realizado en Santiago, 2003.
- Reconocido por del Ministerio de Salud de Chile por "su incansable búsqueda y aporte en el control de la natalidad", 2004.
- Profesor Emérito de la Universidad de Chile, 2004

## Publicaciones
- Zipper [et al]. “Influence of hormonal factors and intrauterine contraceptive devices on the acceptance of an intrauterine autograft”. Am J Obstet Gynecol. 1969 Jan; 103(1): 86-9.
- Zipper [et al]. “Metallic copper as an intrauterine contraceptice adjunct to the “T” device”. Am J Obstet Gynecol. 1969 Dec 15; 105(8): 1274-8.
- Zipper [et al]. “Human fertility control by transvaginal application of quinacrine on the fallopian tube”. Fertil Steril. 1970 Aug; 21(8):851-9.
- Zipper [et al]. “Studies of the physiological activity of IUDs containing copper”. Contraception. 1975 Jul; 12(1): 1-10.
- Zipper [et al]. “Quinacrine nonsurgical female sterilization: a reassessment of safety and efficacy”. Fertil Steril. 1985 Sep; 44(3):293-8.
- Zipper [et al]. “Quinacrine and copper, compounds with anticonceptive and antineoplastic activity”. Contraception. 1994 Sep; 50(3):243-51.
- Zipper [et al]. “Quinacrine sterilization: a restrospective”. Int J Gynaecol Obstet. 2003 Oct; 83 Suppl 2:S7-11. Review
- Entre otras.